# کالینا یندروشیک
کالینا یندروشیک (لهستانی: Kalina Jędrusik؛ ‏ ۵ فوریهٔ ۱۹۳۰ – ۷ اوت ۱۹۹۱) بازیگر و خواننده اهل لهستان بود. او در دهه‌های ۱۹۶۰ و ۱۹۷۰ یک نماد سکس در لهستان بود.
از فیلم‌ها یا برنامه‌های تلویزیونی که وی در آن نقش داشته‌است، می‌توان به یوویتا، دارکوب، کاباره مردان مسن، دریاچه کنستانس، هانوسن، جادوگران بی‌گناه، زندگی دوگانه ورونیکا، سرزمین موعود و عروسک اشاره کرد.